# Themus purpuratus
Themus purpuratus es una especie de coleóptero de la familia Cantharidae.

## Distribución geográfica
Habita en Taiwán.